# NGC 641
NGC 641 (również PGC 6081) – galaktyka eliptyczna (E-S0), znajdująca się w gwiazdozbiorze Feniksa. Odkrył ją John Herschel 5 września 1834 roku.